# 俺はご先祖さま
『俺はご先祖さま』（おれはごせんぞさま）は、1981年12月6日から1982年3月14日まで、日本テレビ系列で毎週日曜20:00 - 20:54（JST）に全14話が放送された、オフィス・ヘンミ制作のテレビドラマ。

## 概要
1980年の資生堂キャンペーンガールで芸能界入りしたマリアンが準主役のMiMi（ミミ）を演じた。このMiMiは未来からやってきたという設定であり、衣装にはシルバーのレオタード（頭部まで覆う、いわゆる全身タイツ）とロングブーツが使用された。
物語序盤では、未来人と現代人の認識の違いがコメディタッチで描かれる部分が多く見られたが、ストーリーの進行とともに、決してバラ色ではない未来の世界像が明らかにされ、物語終盤には未来世界から派遣され、MiMiを追跡するポリスロボットも登場する。MiMiは、未来人の幼なじみMiYoと共に一体のロボットを撃退するが、その後に現れた別のポリスロボットの個体から、未来世界でMiYoが処刑された旨を聞かされるというエピソードも挿入される。そして、自らの祖先に対する恋が実らぬことを悟ったMiMiは、自らの罪（時間法を侵した罪と愛という危険思想に染まった罪）を背負い未来へ帰還するという、非常に重い結末を迎える。
本放送終了後、日本テレビ系列局での再放送と独立UHF局での放送が行われた（後年には日テレプラスも放送）。また、横浜市にある放送ライブラリーで、第1話の閲覧が可能となっている。長らく映像ソフト化に至らなかったが、2013年1月30日にTCエンタテインメントより全話収録のDVDBOXがリリースされた他、2022年時点では動画配信サービスのBF STREAMにて、全話配信も実施されていた。

## あらすじ
作家を目指す雑誌カメラマン白石伴吉（石坂浩二）の下宿先に、伴吉を「おジィちゃま」と慕う若い女性・ミミ（マリアン）が突如として未来からUFO型のタイムマシンでやってきた。未来世界では「愛」は危険思想とされているのだという。祖先の伴吉を対象に「愛」を調べにきたミミは、伴吉の未来の結婚相手の名前を知っていた。そんな彼女が20世紀の現代社会で巻き起こす大騒動を描いたSFコメディ。

## キャスト
- 白石伴吉 - 石坂浩二 - 週刊誌の中堅社員。カメラマン。MiMiの祖先にあたる。サラリーマンをしながら小説作家をめざしている。
- MiMi（ヨーコ　二役） - マリアン - ご先祖さまである伴吉を頼って未来からやってきた。22世紀の日本人。日本人、アメリカ人、スイス人、フランス人などの混血。
- 飛沢英俊 - 井上順 - 伴吉のもっとも親しい同僚。途中でMiMiの秘密を知る。
- 利根かおり - 浅野ゆう子 - 売り出し中のモデルだったが、飛沢の口利きによりレポーターへの転身に成功する。
- 神崎一郎 - 三浦洋一 - 伴吉の同僚。編集デスクの地位にある。UFOマニア。
- 宮下五郎 - 佐藤浩市 - 同上。若手社員で雑誌の原稿をバイクで運ぶ業務に主に従事している。MiMiに恋心を抱いている。
- 久保洋子 - 根岸季衣 - 同上。伴吉に一方的な恋愛感情を抱き、ことあるごとにアタックしては玉砕している。
- 草壁周助 - 牟田悌三 - 出版社の経理責任者。
- 出版社の編集者 平塚 - 和田周
- 小島清 - 松山英太郎 - 出版社の近くにある料亭「小料理千鳥」の料理人。
- 奥寺ゆり子 - あべ静江 - 伴吉の恋人。MiMiが未来から持参した家系図では伴吉の妻ではなく、MiMiの登場で伴吉との恋仲に亀裂が生じる。
- 丸山艶子 - 賀原夏子 - 伴吉の下宿の女主人。煙草や駄菓子を売る商店を営んでいる。MiMiを孫のように可愛がる。
- 野口多恵 - 長谷川季子 - 料亭「小料理千鳥」の女将。艶子の娘。
- 大河内泰三 - 藤岡琢也 - 週刊誌の編集長。
- 大河内輝美 - 戸川京子 - 高校生。宮下に淡い恋心を抱いている。
- MiYo - ヘレン笹野 - MiMiの幼なじみで、MiMiと同様に現代へタイムトリップしてくる。好物はバナナ。
- ポリスロボット - 津村隆 - MiMiを逮捕するために未来からやってくる。1体が作中で撃退されるがその後に別の箇体が現代に現われる。
- 田村勇造 - 左とん平 - 利根のマネージャー。
- 西郷仁 - 山城新伍（特別出演）

## 放送日程
| 放送回 | 放送日         | サブタイトル           | 演出                   |
| ------ | -------------- | ---------------------- | ---------------------- |
| 1      | 1981年12月06日 | 俺はご先祖さま         | 松木ひろし、松下紳     |
| 2      | 12月13日       | 未来より愛をこめて     | 松木ひろし、松下紳     |
| 3      | 12月20日       | 明日に向かって撮れ!    | 松木ひろし、松下紳     |
| 4      | 12月27日       | 徳ダネ歳末大売出し     | 松木ひろし、松下紳     |
| 5      | 1982年01月10日 | バレたか?!ミミの正体   | 松木ひろし、うなかみ静 |
| 6      | 1月17日        | 赤ちゃん、どこから…?   | 松木ひろし、松下紳     |
| 7      | 1月24日        | UFOは愛の救急車        | 橋本信也               |
| 8      | 1月31日        | ねらわれた白雪姫       | 松木ひろし、松下紳     |
| 9      | 2月07日        | ギョ!!俺の死亡記事     | 松木ひろし、松下紳     |
| 10     | 2月14日        | 恋人探しの花嫁さん     | 佐光千尋               |
| 11     | 2月21日        | 愛の勉強、パー!        | 橋本信也               |
| 12     | 2月28日        | 未来から来た同級生     | 松木ひろし、松下紳     |
| 13     | 3月07日        | ヨーコとミミは瓜ふたつ | 松木ひろし、松下紳     |
| 14     | 3月14日        | さよならおジィちゃま   | 松木ひろし、松下紳     |

## スタッフ
- 原案・脚本 - 松木ひろし
- 演出 - 松木ひろし、松下紳、橋本信也、佐光千尋、うなかみ静
- 主題歌 - 「男と女がいて」（作詞：山上路夫、作曲：大野雄二、唄：ソニア・ローザ）
- 音楽 - 大野雄二
- 選曲 - 鈴木清司
- 衣装協力 - 君島一郎オートクチュール
- タイトル - 岩永泉
- 制作協力 - 東通
- 企画 - 吉川斌（日本テレビ）
- プロデューサー - 佐光千尋（日本テレビ）、逸見稔・岡田裕介（オフィス・ヘンミ）
- 制作 - 日本テレビ、オフィス・ヘンミ

## 設定
現代の設定
- 作品の舞台は本放送時の1年前である、1980 - 1981年に設定されている（1982年最初の放送分である第5話では、冒頭に「1981年1月」と強調したテロップが表示された）。
- 家系図によると、伴吉の結婚相手の名はヨウコ。毎回事件を追う度にヨウコという名前の女性が登場するため、伴吉はその度にヤキモキする。

未来世界の設定
- 第四次世界大戦の影響で気候に甚大な変化が起きており、桜が冬に咲くことがあるとされる。
- 環境汚染が深刻で人間が住める環境は少ない。例えば、アメリカ合衆国は核汚染で壊滅している。
- 愛が危険思想とされ、人口統制のために老人は宇宙へ投棄される。
- 人間は人工授精・母胎に戻すことなく器械内で「胎児期」をすごして誕生する。個別の名前はつかずナンバーで呼ばれる（MiMiは「S1B333」、MiYoは「S1B334」であり、呼び名は通称である）。表記は"1"だが、読みは「アイ」。MiMiは自身を「エス・アイ・ビー、さん・さん・さん号」と言っている。
- 性行為を生殖目的で行うことがなく、フリーセックスである。
- 婚姻という制度が存在せず、人々は自分の両親が誰かを知らない。
- 未来人は固形物を食べず、生命機能維持食という錠剤を服用するのみであるため、胃が極端に退化している。
- 市民を管理するため、人間に擬態したポリスロボットが配備されている。全て同じ顔の機体が量産されており、プラズマガンを装備、犯罪者を取り締まる。人間と違い融通が利かず、腹部に嘘発見器を装備している。
- タイムマシンはUFO型で、通常時は5次元空間に停めてある。
- 女性の衣類は主に銀色のタイツ状となっており、光り輝く高級なタイプも存在する。この衣類が電子頭脳とタイムマシンの起動のキーを兼ねている。
- 球体状の携帯式電子頭脳（現在でいうモバイルデバイス）が普及している。サッカーボールよりも大きい程度だが、音声案内、映像投射、プリントアウト、衣類の収納など多彩な機能を持つ。

## 備考
- 本放送の終了後に、マリアン演じる未来人MiMiはミノルタのカメラのCMに「未来のカメラ」とのキャッチコピーとともに登場した。
- 物語終盤にポリスロボットが登場するのは前述の通りだが、登場以前の初期話数においても、プラズマガンのかすった跡や、ポリスロボットに酷似した人物にMiMiが怯えるという伏線が張られていた。
- ポリスロボットの腹部の嘘発見器は、特撮テレビドラマ『仮面ライダースーパー1』（毎日放送制作、TBS系列）に登場するベルトの玩具を、縦に取り付けた物である。
- 本放送当時、第1話のみサブタイトルが付されていない（映像では確認出来ない）ものの、後年CS「日テレプラス」での再放映時、それにDVDソフトなどにおいて、番組タイトルと同名のサブタイトルが付記されている。